# Межколхозстрой
Межколхозстрой — посёлок в Слободском районе Кировской области России. Входит в состав городского округа город Слободской.  

## География
Находится в агломерацию Кирова, на дороге между городом Слободский и деревней Щуково.

## Население
| 2010 |
| ---- |
| 358  |

Национальный и гендерный состав
Согласно результатам переписи 2002 года, в национальной структуре населения русские составляли 95 % из 418 чел.. Мужчин — 205, женщин — 213.

## Инфраструктура
Садоводческие хозяйства.

## Транспорт
Остановки общественного транспорта «Посёлок МСО», «МСО-2».
Автомобильный и железнодорожный транспорт.